# Лазар Груев
Лазар Георгиев Груев е български юрист, роден на 29 март 1956 година в София. Завършва право в Софийския университет „Св. Климент Охридски“ през 1981 година, от 1983 година е асистент по наказателно право, а по-късно става доцент (1998) и професор (2003). През 1992 г. защитава дисертация на тема „Бланкетни наказателноправни норми“., както и съдия в Конституционния съд. От 2007 до 2014 година е председател на ВКС.